# Nienstedt
Nienstedt is een plaats en voormalige gemeente in de Duitse deelstaat Saksen-Anhalt, en maakt deel uit van de Landkreis Mansfeld-Südharz.
Nienstedt telt 421 inwoners.

## Niet te verwarren met
Een dorp in het westen van de gemeente Bad Münder am Deister heet eveneens Nienstedt.